# Kolej Bystrzycka

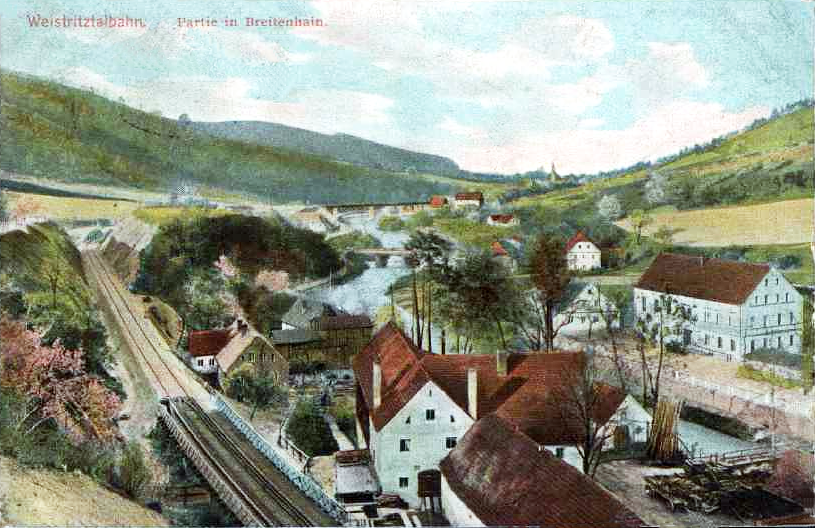
Kolej Bystrzycka w Lubachowie na niemieckiej pocztówce z 1909 r.

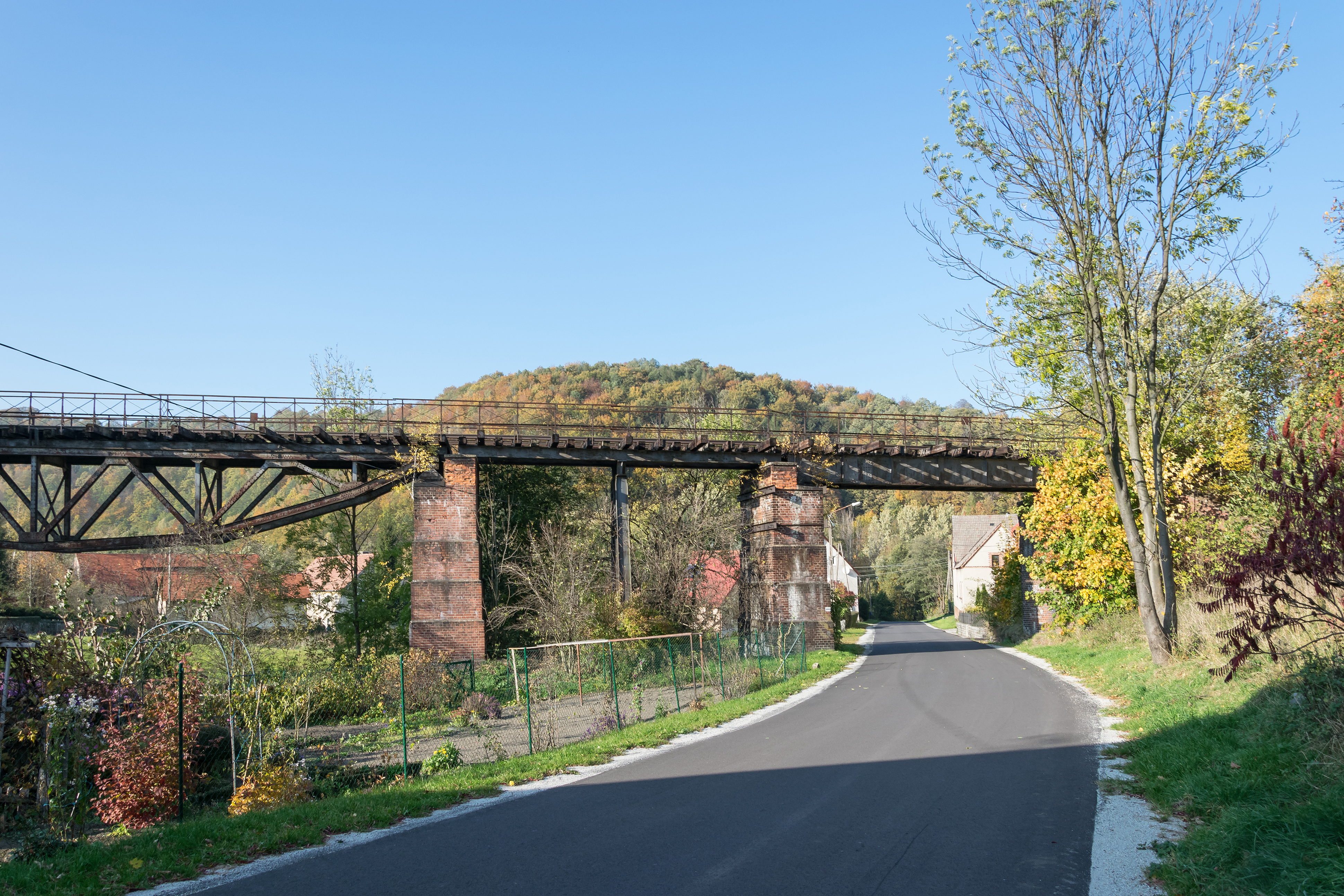
Wiadukt w Jugowicach

Kolej Bystrzycka (daw. niem. Weistritztalbahn) – linia kolejowa zbudowana pod koniec XIX wieku, przebiegająca wzdłuż doliny rzeki Bystrzycy łącząc Świdnicę i Jedlinę-Zdrój.

## Położenie
Linia zaczyna się w Kraszowicach, dzielnicy Świdnicy, a kończy w Jedlinie-Zdroju, przebiegając wzdłuż doliny rzeki Bystrzycy. Kolej wielokrotnie przekracza rzekę wysokimi mostami kratownicowymi, a przeszkody terenowe wiaduktami. Trasa miała 24,1 km długości, a w 1914 roku przejazd ze Świdnicy do Jedliny zajmował jedną godzinę.

## Historia
Kolej zbudowana została w latach 1902–1904 przez Koleje Pruskie i od samego początku cieszyła się sporym powodzeniem wśród turystów ze względu na malownicze położenie. W 1914 roku przejazd ze Świdnicy do Jedliny zajmował 1 godzinę.
Po zakończeniu II wojny światowej dopiero w 1950 roku wznowiono ruch kolejowy. W roku 1956 kursowały cztery pary pociągów i taką ich liczbę utrzymano do ostatniego rozkładu linii 1988/1989.
Z powodu złego stanu technicznego linii przewozy osobowe zawieszono w maju 1989 roku i od tego czasu odbywały się tylko przejazdy okolicznościowe oraz ruch towarowy. W roku 1997 całkowicie wstrzymano przejazdy pociągów.

## Współczesność
24 czerwca 2023 roku uruchomiono ruch pasażerski na linii kolejowej nr 266 (odcinek Świdnica Kraszowice – Jedlina-Zdrój) w weekendy Od grudnia 2023 pociągi kursują także w tygodniu..